# Кабаново (Кемеровская область)
Каба́ново — деревня в Крапивинском районе Кемеровской области. Входит в состав Барачатского сельского поселения.

## География
Центральная часть населённого пункта расположена на высоте 153 метров над уровнем моря.

## Население
По данным Всероссийской переписи населения 2010 года, в деревне Кабаново проживает 185 человек (92 мужчины, 93 женщины).